# ADN Z

Structure de l'ADN Z.

L’ADN Z est une forme d'ADN caractérisée par une double hélice gauche, contrairement à l'ADN B, naturellement la plus courante, et à l'ADN A (observée notamment après déshydratation de l'ADN B). L'ADN Z est plus étroit que l'ADN B et l'ADN A, avec un allongement supérieur par paire de bases ajoutée. Cette forme d'ADN bicaténaire jouerait un rôle dans le relâchement des tensions induites par le surenroulement de l'ADN lors de la réplication,. L'apparition d'ADN Z coïncide par ailleurs avec les régions du génome à forte activité de transcription.
| Paramètre                                                        | ADN A    | ADN B    | ADN Z                                   |
| ---------------------------------------------------------------- | -------- | -------- | --------------------------------------- |
| Sens de l'hélice                                                 | droite   | droite   | gauche                                  |
| Motif répété                                                     | 1 bp     | 1 bp     | 2 bp                                    |
| Angle de rotation par paire de bases                             | 32,7°    | 34,3°    | 60°/2                                   |
| Nombre de paires de bases par tour d'hélice                      | 11       | 10,5     | 12                                      |
| Pas de l'hélice par tour                                         | 2,82 nm  | 3,32 nm  | 4,56 nm                                 |
| Allongement de l'axe par paire de bases                          | 0,24 nm  | 0,32 nm  | 0,38 nm                                 |
| Diamètre                                                         | 2,3 nm   | 2,0 nm   | 1,8 nm                                  |
| Inclinaison des paires de bases sur l'axe de l'hélice            | +19°     | −1,2°    | −9°                                     |
| Torsion moyenne (propeller twist)                                | +18°     | +16°     | 0°                                      |
| Orientation des substituants des bases sur les résidus osidiques | anti     | anti     | Pyrimidine : anti, Purine : syn         |
| Plissement / torsion endocyclique du furanose (Sugar pucker)     | C3’-endo | C2’-endo | Cytosine : C2’-endo, Guanine : C3’-endo |